# Dicranota xanthosoma
Dicranota xanthosoma är en tvåvingeart som beskrevs av Alexander 1944. Dicranota xanthosoma ingår i släktet Dicranota och familjen hårögonharkrankar. Inga underarter finns listade i Catalogue of Life.